# 奥村三樹之助
奥村 三樹之助（おくむら みきのすけ、1875年1月13日 - 1939年6月7日）は、日本の政治家。衆議院議員（1期）。

## 経歴
愛知県出身。1896年、東京法学院卒。横浜燃料、名古屋コークス、横浜石炭同業組合副組合長となる。
1915年の第12回衆議院議員総選挙において愛知県郡部から無所属で立候補したが落選した。1917年の第13回衆議院議員総選挙では立憲政友会公認で立候補して当選する。衆議院議員を1期務め、1919年に衆議院議員を辞職した。1939年死去。